# Eva Mörk
Eva Maria Mörk, tidigare Johansson, född 2 april 1971, är en svensk nationalekonom. 
Mörk blev 1999 filosofie doktor vid nationalekonomiska institutionen vid Uppsala universitet. Därefter arbetade hon som forskare vid det statliga forskningsinstitutet IFAU i Uppsala fram till 2010. Hon antogs som docent av Uppsala universitet 2002. Mellan 2009 och 2010 tjänstgjorde hon även som adjungerad professor vid nationalekonomiska institutionen vid samma lärosäte. År 2010 utsågs Mörk till professor i nationalekonomi, ssk offentlig ekonomi, vid samma institution.
Hennes tidiga forskning var inom området ekonometri men huvuddelen av hennes forskning har varit inom området offentlig ekonomi och där särskilt berört politikers strategiska användande av riktade statsbidrag . Hennes forskning berör dock även områden som arbetsmarknad, socialbidrag och barns hälsa. Trots att Mörk är nationalekonom är hennes mest citerade artikel publicerad i den mycket framstående statsvetenskapliga tidskriften American Political Science Review.  2004 mottog hon Oscarspriset av Uppsala Universitet. 
Mörk har författat populärvetenskapliga böcker   och ett stort antal populärvetenskapliga artiklar. År 2000 mottog hon Myrdalpriset för bästa artikel i tidskriften Ekonomisk Debatt för artikeln “Om regeringens röstköpsbeteende” skriven tillsammans med Matz Dahlberg. Hon var även redaktör för samma tidskrift under perioden 2000-2002. Mörk var skribent på 
bloggen Ekonomistas under 2008-2012.
Eva Mörk deltog i Ekonomiska  rådet vid Finansdepartementet 2005-2007 och Expertgruppen för studier i offentlig ekonomi (ESO) 2006-2008. Hon var en av författarna till 2011 års långtidsutredning. 2016-2019 var hon ledamot i riksrevisionens vetenskapliga råd. Mörk var ordförande i SNS vetenskapliga råd 2015-2019 och är sedan 2019 ledamot av SNS styrelse. 2011–2021 var hon medlem av priskommittén för Sveriges Riksbanks pris i ekonomisk vetenskap till Alfred Nobels minne. 
Mörk har bidragit till ett mycket stort antal nordiska nationalekonomers avhandlingsarbeten. Hon har varit handledare, opponent eller betygskommittéledamot vid fler än 50 nationalekonomiska disputationer.

## Utmärkelser, ledamotskap och priser
- Ledamot av Kungl. Vetenskapsakademien (KVA, 2020, nr 1735)
- Ledamot av Kungl. Vetenskapssamhället i Uppsala (KVSU)